# Claudia Fontaine
Claudia Fontaine (ur. 28 czerwca 1960 w Londynie, zm. 13 marca 2018) – brytyjska wokalistka. Śpiewała w chórkach zespołu Pink Floyd, podczas tournée w 1994 roku promującego album "The Division Bell", które zostało udokumentowane płytą "Pulse", wydaną w 1995 r. oraz DVD wydanym w 2006 r. W 2001 i 2002 roku wzięła udział w koncertach Davida Gilmoura, udokumentowanych albumem DVD – "David Gilmour in Concert".